# Chromodoris dianae
Chromodoris dianae
Espèce
Chromodoris dianae est une espèce de nudibranches de la famille des Chromodorididae.

## Systématique
L'espèce Chromodoris dianae a été décrite en 1998 par Terrence M. Gosliner (d) et David W. Behrens (d).

## Distribution
Cette espèce se rencontre dans la zone tropicale centrale de la région Indo-Pacifique soit dans les eaux de Bornéo, de l'Indonésie et des Philippines.

## Habitat
Son habitat est la zone récifale externe, sur les sommets ou sur les pentes jusqu'à la zone des 30 m de profondeur.

## Description

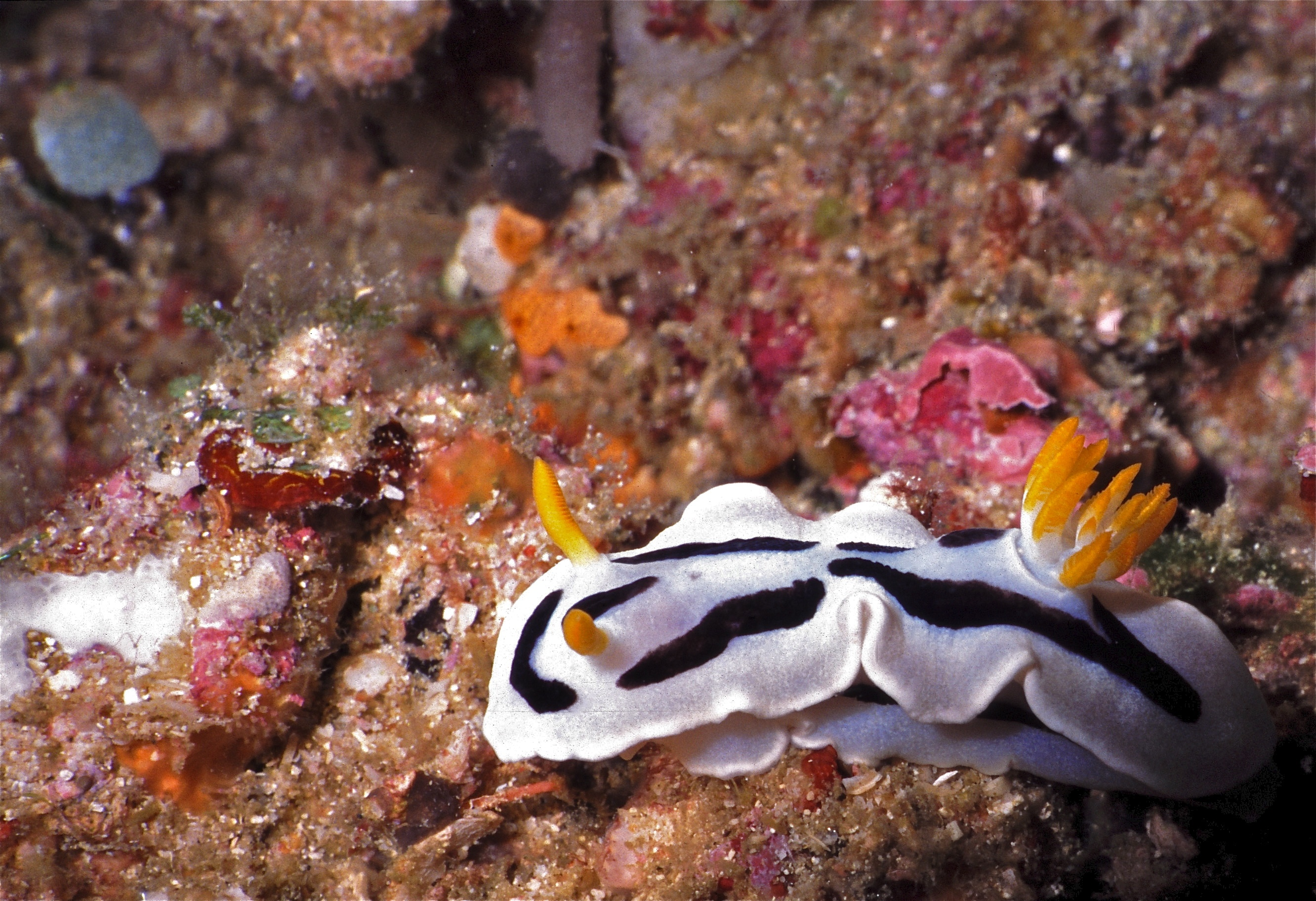
Chromodoris dianae (Sulawesi, Indonésie).

Cette espèce peut mesurer plus de 4 cm.
Le corps de cet animal peut être décrit en deux parties distinctes, le pied et le manteau.
Le pied est étiré et quasiment recouvert par les bords du large manteau, il est de teinte identique au manteau soit bleu clair moucheté de micro-taches blanches.
Les bordures périphériques du pied et du manteau sont blanches avec possibilité chez certains spécimens de présence de taches jaunes.
Le dessus du manteau est marqué par des lignes discontinues et des taches noires dont un tiret noir entre les rhinophores, ce qui permet notamment de le distinguer d'autres espèces similaires comme Chromodoris lochi, Chromodoris willani et Chromodoris boucheti.
Le panache branchial et les rhinophores sont rétractiles, marqués de blanc à la base et les terminaisons sont orange.

## Éthologie
Chromodoris dianae est une espèce benthique et diurne, qui se déplace à vue sans crainte d'être pris pour une proie de par la présence de glandes défensives réparties dans les tissus du corps.

## Alimentation
Chromodoris dianae se nourrit principalement d'éponges.

## Étymologie
Son épithète spécifique, dianae, lui a été donnée en l'honneur de Diana Lynn Behrens, épouse de David W. Behrens, pour sa patience et son support sans faille.

## Publication originale
- (en) Terrence M. Gosliner et David W. Behrens, « Five new species of Chromodoris (Molluscs: Nudibranchia: Chromodorididae) from the tropical Indo-Pacific Ocean », Proceedings of the California Academy of Science, San Francisco, Inconnu, vol. 4, no 50,‎ 11 février 1998, p. 139-165 (ISSN 0068-547X, OCLC 2255608, lire en ligne).